# Colleen Ballinger
Colleen Mae Ballinger, ameriška YouTuberka, komičarka, igralka, pevka in pisateljica, * 21. november 1986, Santa Barbara, Kalifornija, Združene države Amerike.
Najbolj znana je po svojem internetnem liku Miranda Sings, ki ga objavlja na YouTubu, nastopa na turnejah s komedijo v eni osebi in ustvarja Netflixovo izvirno televizijsko oddajo na podlagi lika z naslovom Haters Back Off.
Kot Miranda Sings je gostovala v oddaji Comedians in Cars Getting Coffee with Jerry Seinfeld (2014) in dvakrat nastopila v oddaji The Tonight Show. Ballingerjeva je izdala dve knjižni uspešnici, napisani kot Miranda, Selp-Helf in My Diarrhea.